# The Biggest Douche in the Universe
«The Biggest Douche of the Universe» (en España «El Zurullo Más Grande Del Mundo» y en Hispanoamérica «La Mierda Más Grande del Universo») es el decimoquinto episodio de la sexta temporada de la serie animada South Park.

## Trama
Cartman es hospitalizado ya que el alma de Kenny ha permanecido más de un mes en su cuerpo y Cartman morirá si no recibe un trasplante de tiempo o liberan el alma de Kenny. Al enterarse, Chef dice que deben ver a alguien que hable con los muertos y propone que vayan a Nueva York para hablar con John Edward. Al llegar al show descubren que es un engaño y todos salen decepcionados, excepto Kyle ya que una predicción de Edward lo convence de que su abuela le hablo de entre los muertos y le dice que vaya a la universidad de judíos.
Chef y los Cartman van a Escocia a ver a los padres de Chef para liberar el alma de Kenny mientras Kyle decide permanecer en Nueva York e ir a la escuela de judíos. Por su parte Stan después de visitar a John Edward y ver que posee libros para hacerse pasar por psíquico lo nomina al premio "el mierda más grande del mundo" e intenta convencer a Kyle de que todo es un engaño haciendo demostraciones. Pero lo único que consigue es que toda la gente crea que él también tiene poderes y se comunica con la muerte. Por lo que Edward lo reta a un duelo de psíquicos luego de que Stan tuviese su propio programa y la gente aun ingenua creyese que él tenía poderes.
En dicho duelo Stan se niega a hablar con Edward y le explica a la gente que no deben dejarse engañar y que Edward no tiene ningún poder especial. En ese momento una enorme nave extraterrestre aparece y unos seres felicitan a Edward quien se siente muy feliz de saber que es especial, hasta que descubre que los extraterrestres del comité MGDU lo han nominado al premio "El mierda más grande del universo" y que viajará en primera clase a la entrega de premios. 
Finalmente los padres de Chef logran liberar el alma de Kenny pero al no tener un cuerpo donde guardarla, esta termina dentro de un asado que posteriormente se pierde en el aeropuerto el cual luego es encontrado por el actor Rob Schneider quien come el asado y toma la personalidad de Kenny que luego inspira una película pero con la gran desgracia de Kenny; morir siempre.
El capítulo concluye con la entrega de premios en la cual John Edward derrota a los otros nominados y gana el premio aun alegando que no es una mierda, mientras un extraterrestre canta la canción de "Miss America" con la palabra "Mierda" sustituyendo las letras de acuerdo a la situación.